# Tarxien (chrám)
Chrám Tarxien, přesněji Prehistorický komplex Ħal Tarxien (maltsky: Il-kumpless Preistoriku ta' Ħal Tarxien) je archeologický komplex ve městě Tarxien na Maltě. Nejstarší části megalitického chrámu pocházejí možná až z doby 3600 let př. n. l. V roce 1992 byl spolu s dalšími megalitickými památkami na Maltě zapsán na seznam Světového dědictví UNESCO. Komplex se skládá ze čtyř různých struktur. Řada artefaktů, zejména zdobených desek, byla přesunuta do Národního archeologického muzea ve Vallettě. Funkce staveb v neolitu, kdy vznikly, je předmětem diskusí. Tradiční výklad, že jde o chrámy s kultickou funkcí (snad zde byla obětována zvířata), byl již několikrát zpochybněn. Místo každopádně muselo mít silnou sociální funkci. Později, v mladší době bronzové, bylo využíváno jako kremační hřbitov, o čemž svědčí velké množství popela a lidských ostatků, které zde byly nalezeny. Chrám byl objeven roku 1914, když nájemce zemědělského pozemku Lorenz Despott kontaktoval prvního ředitele Národního muzea Themistokla Zammita s tím, že se při orbě svého pole často setkává s velkými kamennými bloky těsně pod povrchem. Ředitel Despotta pověřil, aby sám provedl zkušební výkop. Zemědělec odhalil několik velkých opracovaných kamenů a keramiku. Zammit proto v roce 1915 zahájil formální vykopávky na tomto místě, které trvaly až do roku 1919. K největším objevům patřila obří socha Magna Mater, dosud největší nalezené lidské zobrazení z neolitu (byť asi bezpohlavní). Původní její výška byla tři metry. Byly nalezeny i kamenné válečky, s jejichž pomocí byly pravděpodobně přepravovány megality. Malé množství artefaktů daroval Zammit v roce 1923 Britskému muzeu. V roce 2015 byly nad nejcennějšími částmi komplexu vybudovány přístřešky. Komplex spravuje vládní agentura Patrimonju Malta.